# Eschelbronn
Eschelbronn este o comună din landul Baden-Württemberg, Germania.